# Ampère par mètre carré
Pour les articles homonymes, voir Ampère (homonymie).
Ne doit pas être confondu avec Ampère mètre carré ou Ampère par mètre.
L'ampère par mètre carré, de symbole A/m2 ou A m−2, est l'unité SI de densité volumique de courant.